# Афанасовка (Липецкая область)
Афана́совка (Афана́сьевка) — бывшая деревня в 1,5 км юго-западнее деревни Новая Деревня Липецкого района Липецкой области.
В засушливом 1925 году из села Казинка стали переселяться семьи. Так, семьи Афанасовых и Плотниковых переехали в чистое поле на помещичьи земли Кожина (недалеко от села Вешаловка). Тут вокруг глубоких оврагов они основали селение Афанасовка.
В деревне построили несколько домов, а на овраге сделали запруду.
Афанасовцы прожили тут всего шесть лет — до 1931 года. После этого они отсюда съехали .
Сегодня на этом месте никаких строений не осталось, только пруд, который местные по-прежнему называют Афанасовским (Афанасьевским) и где они купаются.